# Bofete
Bofete is een gemeente in de Braziliaanse deelstaat São Paulo. De gemeente telt 9.375 inwoners (schatting 2009).

## Aangrenzende gemeenten
De gemeente grenst aan Angatuba, Anhembi, Botucatu, Conchas, Guareí, Itatinga, Pardinho, Porangaba en Torre de Pedra.